# Palác Leopolda de Pauliho
Palác Leopolda de Pauliho je palác na Ventúrské ulici č. 11 na bratislavském Starém Městě.
Byl postaven v letech 1775–1776 pro hlavního správce císařského majetku, Leopolda de Pauliho na bývalém královském pozemku dle návrhu architekta Františka Römishe. Jako jediný palác nacházející se v centru města měl zahradu, dokonce s rokokovým hudebním pavilonem. V salonu v prvním patře zde 28. listopadu 1820 jako devítiletý koncertoval Franz Liszt. V letech 1960–1968 byl palác zrekonstruován, a to podle projektů architekta Aloise Daříčka staršího a zpřístupněn v roce 1969.
V letech 1802–1848 zde zasedal uherský sněm, na jehož památku je na fasádě umístěna pamětní deska.
Dnes zde sídlí Univerzitní knihovna v Bratislavě.